# مهدی عابدینی
مهدی عابدینی (زادهٔ ۱ آذر ۱۳۷۸ در خدابنده) تکواندوکار اهل ایران است. عابدینی در تورنمنت آزاد بیروت ۲۰۲۳ با شکست تکواندوکار عراقی در فینال، موفق به کسب مدال طلا شد.

## افتخارات
- طلای ارتش های جهان ایران ۲۰۲۲
- نقره تورنمنت آزاد بیروت ۲۰۲۲
- طلای جام جهانی کره جنوبی ۲۰۲۴[۲]
- طلای پرزیدنت کاپ آسیا ۲۰۲۴[۳]